# Se incontri Sartana prega per la tua morte
Se incontri Sartana prega per la tua morte (Brasil: Se Encontrar Sartana, Reza Por Sua Morte ) é um filme italiano, de 1968, do subgênero Western Spaghetti, dirigido por Gianfranco Parolini. É o primeiro da série protagonizado pelo personagem Sartana. 

## Trama
Western europeu exibido nos cinemas com o título de Se encontrar Sartana reze por sua morte, dando sequência a Mille dollari sul nero (1967), onde Sartana era interpretado pelo mesmo Gianni Garko (e morria no final). Dois banqueiros de uma cidade do Oeste organizam engenhoso plano para roubar o ouro de uma diligência, mas para isso, precisam contratar um bom número de bandoleiros. O ouro se destinará à morte dos que pretenderem se apossar dele. Um misterioso pistoleiro, Sartana (Garko), ingressa no grupo com o propósito de eliminar os bandoleiros e ficar com o dinheiro. Originalmente em Pariscope.

## Elenco
- Gianni Garko ... Sartana
- William Berger ... Lasky
- Sydney Chaplin ... Jeff Stewall
- Klaus Kinski ... Morgan
- Gianni Rizzo ... Hallmann
- Heidi Fischer ... Evelyn Hallmann
- Fernando Sancho ... General Tampico/Jose Manuel Francisco Mendoza Montezuma della Plata Perez Rodriguez
- Franco Pesce ... Dusty
- Carlo Tamberlani ... Pastor na diligência
- Sal Borgese ... Miguel Moreno
- Andrea Scotti ... Carlos Perdido
- Maria Pia Conte ... Jane
- Sabine Sun ... garota do bar